# Liste des ponts sur la Loue
Ponts sur la Loue et ses affluents le Lison et la Brême

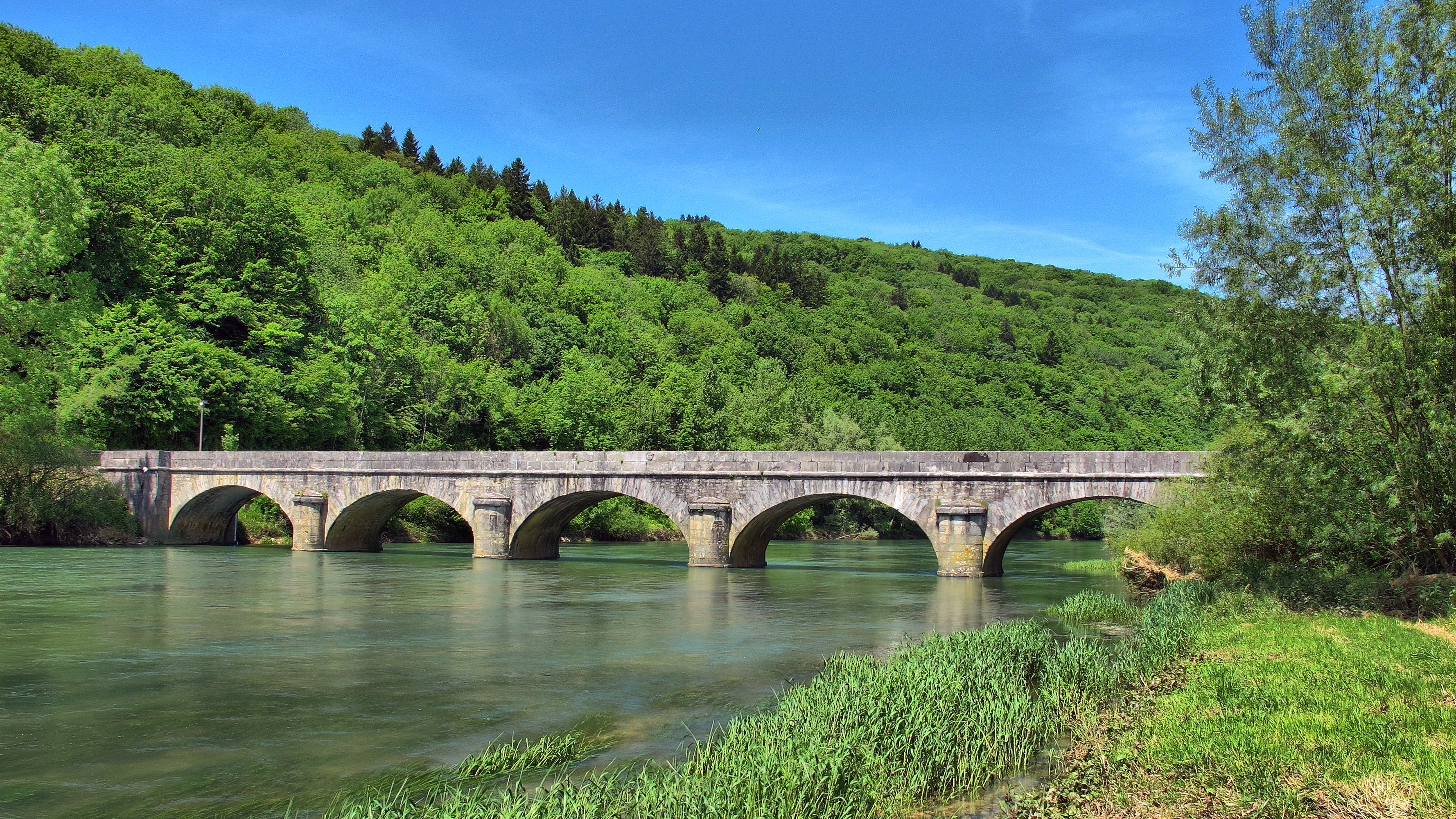
Le pont sur la Loue à Chenecey-Buillon.

Liste des ponts sur la Loue et sur ses principaux affluents (Lison et Brême), tous situés entièrement dans le département du Doubs, triés de l'amont vers l'aval, avec photo, nom, commune rive gauche, commune rive droite, longueur, type de pont. 

## Liste des ponts sur laLoue
| Image | Nom                            | Commune rive gauche   | Commune rive droite   | Longueur totale | Localisation                | Type de pont                              | Fonction   |
| ----- | ------------------------------ | --------------------- | --------------------- | --------------- | --------------------------- | ----------------------------------------- | ---------- |
|       | Pont de la source de la Loue   | Ouhans                | Ouhans                | 35 m            | 47° 00′ 40″ N, 6° 17′ 57″ E | Pierre à 3 arches                         | Piétonnier |
|       | Pont de la centrale électrique | Mouthier-Haute-Pierre | Mouthier-Haute-Pierre | 38 m            | 47° 01′ 42″ N, 6° 17′ 07″ E | Pierre à 2 arches                         | Piétonnier |
|       | Pont de Mouthier-Haute-Pierre  | Mouthier-Haute-Pierre | Mouthier-Haute-Pierre | 31 m            | 47° 02′ 14″ N, 6° 16′ 32″ E | Pierre à 3 arches                         | Routier    |
|       | Pont du Schiste                | Lods                  | Lods                  | 26 m            | 47° 02′ 27″ N, 6° 15′ 26″ E | Béton 3 travées                           | Privé      |
|       | Pont neuf de Lods              | Lods                  | Lods                  | 38 m            | 47° 02′ 36″ N, 6° 14′ 59″ E | Béton 2 travées                           | Routier    |
|       | Pont de la gare                | Lods                  | Lods                  | 28 m            | 47° 02′ 46″ N, 6° 14′ 22″ E | Métallique 1 travée                       | Routier    |
|       | Vieux pont de Vuillafans       | Vuillafans            | Vuillafans            | 30 m            | 47° 03′ 52″ N, 6° 12′ 57″ E | Pierre à 3 arches                         | Routier    |
|       | Pont neuf de Vuillafans        | Vuillafans            | Vuillafans            | 32 m            | 47° 03′ 53″ N, 6° 12′ 51″ E | Métallique 1 travée                       | Routier    |
|       | Pont de Montgesoye             | Montgesoye            | Montgesoye            | 62 m            | 47° 04′ 50″ N, 6° 11′ 12″ E | Pierre avec tablier métallique 3 travées  | Routier    |
|       | Ancien pont ferroviaire        | Ornans                | Ornans                | 50m             | 47° 06′ 14″ N, 6° 09′ 27″ E | Pierre à 3 arches                         | Routier    |
|       | Pont de Nahin                  | Ornans                | Ornans                | 50m             | 47° 06′ 07″ N, 6° 09′ 16″ E | Pierre à 2 arches                         | Routier    |
|       | Grand pont                     | Ornans                | Ornans                | 36m             | 47° 06′ 20″ N, 6° 08′ 52″ E | Pierre à 3 arches                         | Routier    |
|       | Passerelle Courbet             | Ornans                | Ornans                | 38m             | 47° 06′ 22″ N, 6° 08′ 45″ E | Passerelle métallique                     | Piétonnier |
|       | Pont du Général De Gaulle      | Ornans                | Ornans                | 70m             | 47° 06′ 19″ N, 6° 08′ 28″ E | Béton à 2 travées                         | Routier    |
|       | Pont de Maisières-Notre-Dame   | Scey-Maisières        | Scey-Maisières        | 40m             | 47° 06′ 22″ N, 6° 05′ 41″ E | Pierre avec tablier béton à 4 travées     | Routier    |
|       | Passerelle de Scey-en-Varais   | Scey-Maisières        | Scey-Maisières        | 37m             | 47° 05′ 54″ N, 6° 04′ 32″ E | Béton à 2 travées                         | Piétonnier |
|       | Ancien pont du Tacot           | Cléron                | Scey-Maisières        | 67m             | 47° 05′ 19″ N, 6° 03′ 33″ E | Pierre à 4 arches                         | Piétonnier |
|       | Pont routier                   | Cléron                | Scey-Maisières        | 50m             | 47° 05′ 18″ N, 6° 03′ 30″ E | Pierre à 3 arches                         | Routier    |
|       | Pont de Châtillon              | Châtillon-sur-Lison   | Rurey                 | 65m             | 47° 05′ 12″ N, 5° 59′ 09″ E | Pierre à 5 arches                         | Routier    |
|       | Pont de Chenecey               | Chenecey-Buillon      | Chenecey-Buillon      | 60m             | 47° 08′ 22″ N, 5° 57′ 26″ E | Pierre à 5 arches                         | Routier    |
|       | Viaduc de la RN 83             | Chouzelot             | Quingey               | 326m            | 47° 06′ 25″ N, 5° 54′ 12″ E | Béton à 5 travées                         | Routier    |
|       | Pont de Quingey                | Quingey               | Quingey               | 72m             | 47° 06′ 09″ N, 5° 53′ 05″ E | Pierre à 6 arches                         | Routier    |
|       | Pont de Brères                 | Brères                | Mesmay                | 72m             | 47° 03′ 35″ N, 5° 51′ 28″ E | Pierre à 5 arches                         | Routier    |
|       | Pont de Chay                   | Chay                  | Chay                  | 70m             | 47° 02′ 16″ N, 5° 51′ 26″ E | Pierre à 6 arches                         | Routier    |
|       | Pont double de Rennes-sur-Loue | Rennes-sur-Loue       | Rennes-sur-Loue       | 37m + 28m       | 47° 00′ 53″ N, 5° 51′ 11″ E | Pierre à 3 arches + métallique à 1 travée | Routier    |

## Liste des ponts sur son affluent leLison
| Image | Nom                              | Commune rive gauche   | Commune rive droite   | Longueur totale | Localisation                | Type de pont          | Fonction   |
| ----- | -------------------------------- | --------------------- | --------------------- | --------------- | --------------------------- | --------------------- | ---------- |
|       | Passerelle de la source du Lison | Nans-sous-Sainte-Anne | Nans-sous-Sainte-Anne | 18 m            | 46° 58′ 00″ N, 6° 00′ 38″ E | Béton à 3 travées     | Piétonnier |
|       | Pont de Nans-sous-Sainte-Anne    | Nans-sous-Sainte-Anne | Nans-sous-Sainte-Anne | 28 m            | 46° 58′ 35″ N, 5° 59′ 56″ E | Pierre à 3 arches     | Routier    |
|       | Pont de la route de Saraz        | Nans-sous-Sainte-Anne | Nans-sous-Sainte-Anne | 26 m            | 46° 59′ 12″ N, 5° 59′ 54″ E | Métallique à 1 travée | Routier    |
|       | Pont de Chiprey                  | Alaise                | Refranche             | 24 m            | 47° 01′ 50″ N, 5° 59′ 00″ E | Métallique à 1 travée | Routier    |
|       | Pont de la Combe du pont         | Alaise                | Doulaize              | 20 m            | 47° 01′ 45″ N, 5° 58′ 17″ E | Béton à 2 travées     | Agricole   |
|       | Pont de Myon                     | Myon                  | Myon                  | 30 m            | 47° 01′ 53″ N, 5° 57′ 25″ E | Pierre à 3 arches     | Routier    |
|       | Passerelle de Myon               | Myon                  | Myon                  | 20 m            | 47° 01′ 39″ N, 5° 57′ 01″ E | Métallique à 1 travée | Privé      |
|       | Pont d'Échay                     | Échay                 | Échay                 | 22 m            | 47° 02′ 25″ N, 5° 56′ 49″ E | Béton à 2 travées     | Agricole   |
|       | Vieux pont                       | Cussey-sur-Lison      | Cussey-sur-Lison      | 19 m            | 47° 03′ 17″ N, 5° 58′ 21″ E | Pierre à 2 arches     | Agricole   |
|       | Pont de Châtillon-sur-Lison      | Châtillon-sur-Lison   | Lizine                | 30 m            | 47° 04′ 18″ N, 5° 59′ 18″ E | Béton à 2 travées     | Routier    |

## Liste des ponts de son affluent laBrême
| Image | Nom                          | Commune rive gauche | Commune rive droite | Longueur totale | Localisation                | Type de pont       | Fonction   |
| ----- | ---------------------------- | ------------------- | ------------------- | --------------- | --------------------------- | ------------------ | ---------- |
|       | Pont de Bonnevaux-le-Prieuré | Ornans              | Ornans              | 15 m            | 47° 07′ 48″ N, 6° 09′ 52″ E | Pierre à 1 arche   | Agricole   |
|       | Viaduc sur la Brême          | Scey-Maisières      | Scey-Maisières      | 180 m           | 47° 06′ 48″ N, 6° 06′ 57″ E | Pierre à 13 arches | voie verte |